# Lexibook
Lexibook è una società francese nata nel 1986 che progetta, crea e commercializza prodotti elettronici di consumo. Opera in 41 paesi con un totale di 150 dipendenti.

## Tipologie di prodotti
L'azienda produce dispositivi destinati sia all'infanzia che agli adulti.
Per l'infanzia produce strumenti educativi (computer e giochi didattici) che per il tempo libero (giochi, console e macchine fotografiche digitali), utilizzando in licenza marchi quali Barbie, Disney e Spider-Man.
Per gli adulti produce strumenti di utilità quali calcolatrici, stazioni meteorologiche personali, dispositivi per la telefonia e per l'ufficio.